# Chirosia flavipennis
Chirosia flavipennis är en tvåvingeart som först beskrevs av Fallen 1823.  Chirosia flavipennis ingår i släktet Chirosia och familjen blomsterflugor. Arten är reproducerande i Sverige. Inga underarter finns listade i Catalogue of Life.